# Imbirowate
Imbirowate (Zingiberaceae Lindl.) – rodzina roślin wieloletnich z rzędu imbirowców. Liczy 56 rodzajów w obrębie których wyróżnia się ok. 1100–1600 gatunków. Rośliny te występują w strefie tropikalnej na wszystkich kontynentach, sięgając strefy subtropikalnej  i umiarkowanej w Japonii, Himalajach i w południowej Afryce. W Ameryce Południowej i Środkowej występuje tylko jeden rodzaj – Renealmia. Imbirowate rosną głównie w lasach, na glebach próchnicznych, w miejscach cienistych i w półcieniu. Zgrubiałe kłącza zazwyczaj obfitują w olejki eteryczne i skrobię. Nadziemne części roślin też zwykle są aromatyczne. Liczne gatunki wykorzystywane są jako rośliny przyprawowe, lecznicze, jadalne i ozdobne.

## Morfologia

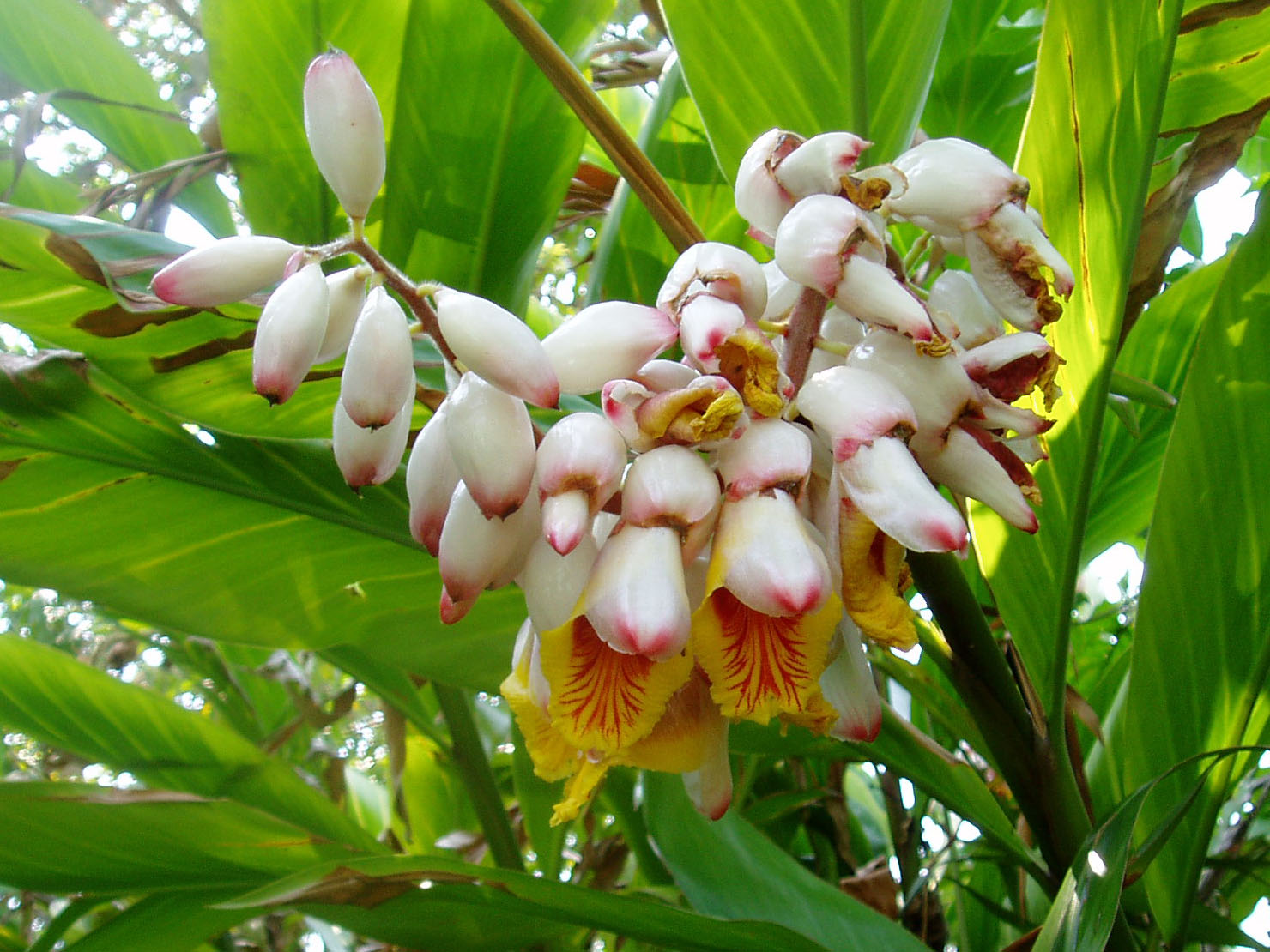
Alpinia zerumbet

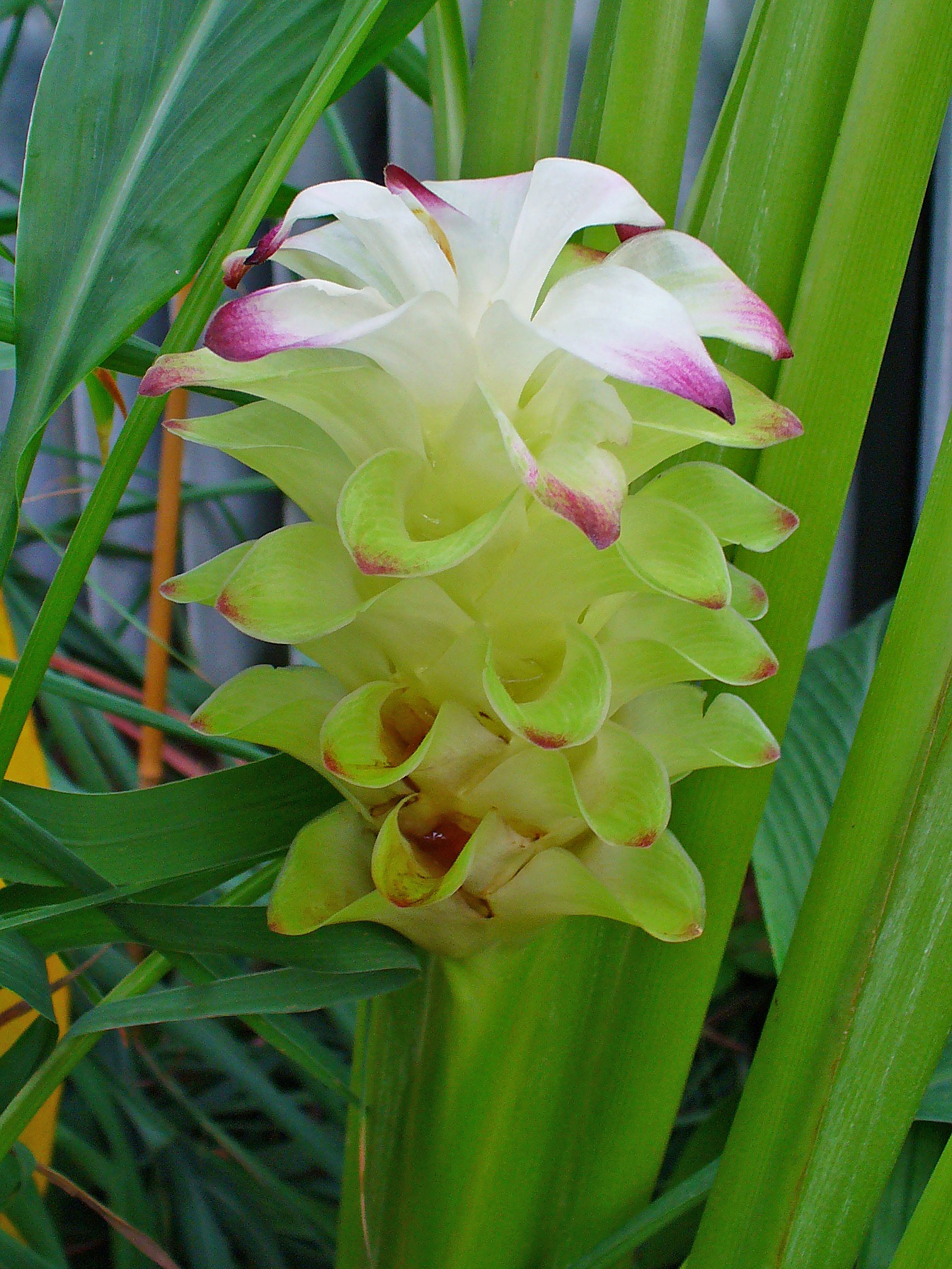
Curcuma longa

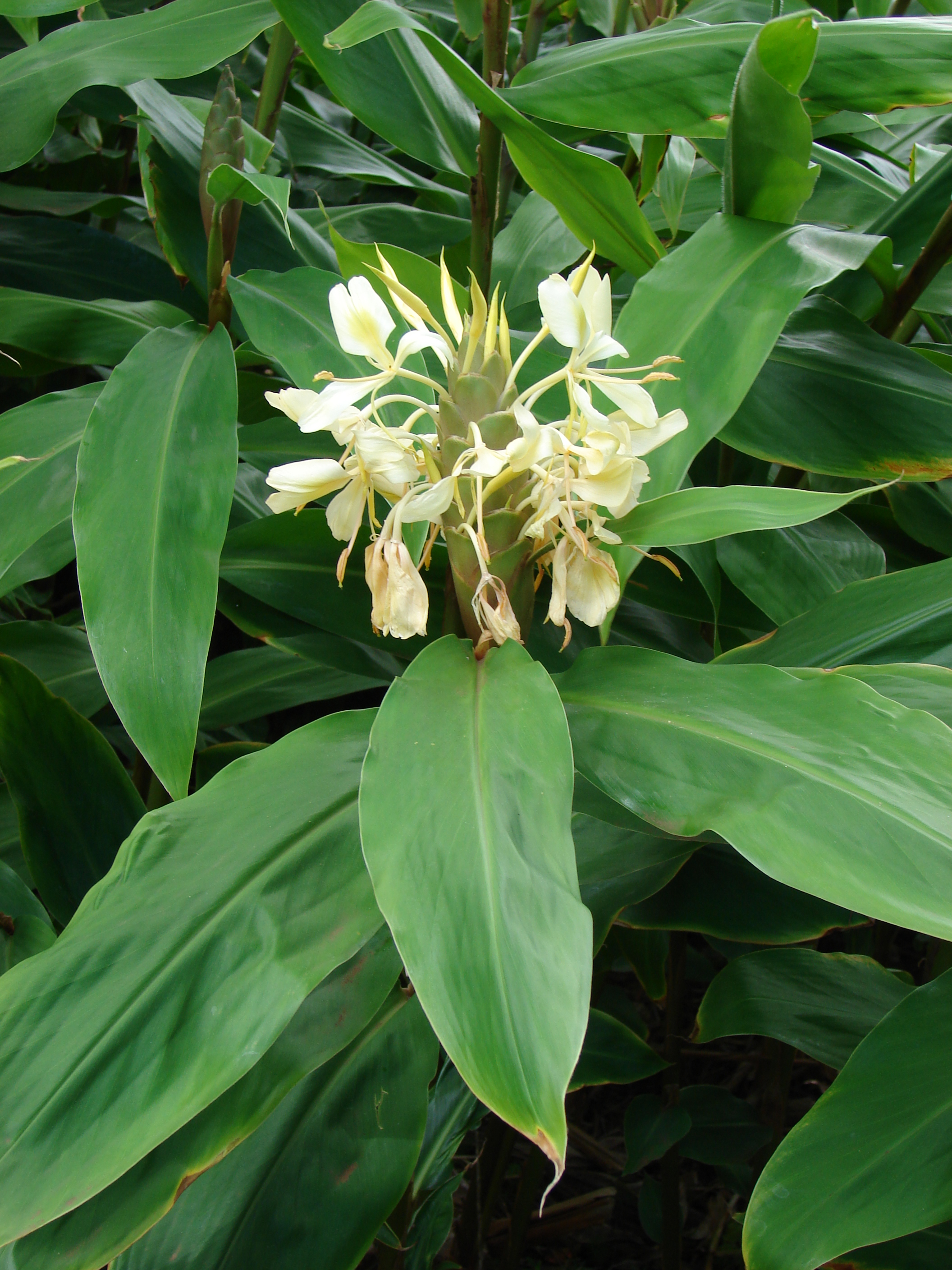
Hedychium flavescens

PokrójRośliny kłączowe. Z kłącza wyrastają nibyłodygi z pochew liściowych.
LiścieO pochwiastej nasadzie i języczku, całobrzegie.
KwiatyZwykle duże i efektowne, grzbieciste, o zielonkawym, zrosłodziałkowym kielichu i barwnej koronie z trzema łatkami. Z sześciu pręcików funkcjonuje tylko jeden, dwa inne pręciki wewnętrznego okółka wykształcają się płatkowato i są zrośnięte w warżkę (labellum). Słupek jeden, dolny.
OwocTorebka lub jagoda.

## Systematyka

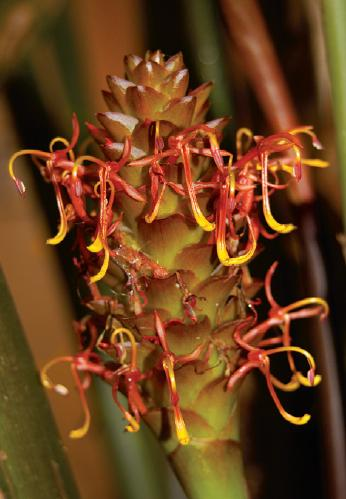
Larsenianthus wardianus

Pozycja i podział rodziny według Angiosperm Phylogeny Website (aktualizowany system APG IV z 2016)
Klad okrytonasienne, klad jednoliścienne (monocots), rząd imbirowce (Zingiberales), rodzina imbirowate (Zingiberaceae). Rodzina stanowi klad siostrzany rodziny kostowcowatych (Costaceae):
|  | helikoniowate Heliconiaceae                                               |
|  |                                                                           |
|  | \| \| strelicjowate Streliziaceae \| \| \| \| \| \| Lowiaceae \| \| \| \| |
|  |                                                                           |
|  | strelicjowate Streliziaceae                                               |
|  |                                                                           |
|  | Lowiaceae                                                                 |
|  |                                                                           |

|  | strelicjowate Streliziaceae |
|  |                             |
|  | Lowiaceae                   |
|  |                             |

|  | paciorecznikowate Cannaceae |
|  |                             |
|  | marantowate Marantaceae     |
|  |                             |

|  | imbirowate Zingiberaceae |
|  |                          |
|  | kostowcowate Costaceae   |
|  |                          |

|  | paciorecznikowate Cannaceae |
|  |                             |
|  | marantowate Marantaceae     |
|  |                             |

|  | imbirowate Zingiberaceae |
|  |                          |
|  | kostowcowate Costaceae   |
|  |                          |

|  | helikoniowate Heliconiaceae                                               |
|  |                                                                           |
|  | \| \| strelicjowate Streliziaceae \| \| \| \| \| \| Lowiaceae \| \| \| \| |
|  |                                                                           |
|  | strelicjowate Streliziaceae                                               |
|  |                                                                           |
|  | Lowiaceae                                                                 |
|  |                                                                           |

|  | strelicjowate Streliziaceae |
|  |                             |
|  | Lowiaceae                   |
|  |                             |

|  | paciorecznikowate Cannaceae |
|  |                             |
|  | marantowate Marantaceae     |
|  |                             |

|  | imbirowate Zingiberaceae |
|  |                          |
|  | kostowcowate Costaceae   |
|  |                          |

|  | paciorecznikowate Cannaceae |
|  |                             |
|  | marantowate Marantaceae     |
|  |                             |

|  | imbirowate Zingiberaceae |
|  |                          |
|  | kostowcowate Costaceae   |
|  |                          |

|  | helikoniowate Heliconiaceae                                               |
|  |                                                                           |
|  | \| \| strelicjowate Streliziaceae \| \| \| \| \| \| Lowiaceae \| \| \| \| |
|  |                                                                           |
|  | strelicjowate Streliziaceae                                               |
|  |                                                                           |
|  | Lowiaceae                                                                 |
|  |                                                                           |

|  | strelicjowate Streliziaceae |
|  |                             |
|  | Lowiaceae                   |
|  |                             |

|  | paciorecznikowate Cannaceae |
|  |                             |
|  | marantowate Marantaceae     |
|  |                             |

|  | imbirowate Zingiberaceae |
|  |                          |
|  | kostowcowate Costaceae   |
|  |                          |

|  | paciorecznikowate Cannaceae |
|  |                             |
|  | marantowate Marantaceae     |
|  |                             |

|  | imbirowate Zingiberaceae |
|  |                          |
|  | kostowcowate Costaceae   |
|  |                          |

|  | helikoniowate Heliconiaceae                                               |
|  |                                                                           |
|  | \| \| strelicjowate Streliziaceae \| \| \| \| \| \| Lowiaceae \| \| \| \| |
|  |                                                                           |
|  | strelicjowate Streliziaceae                                               |
|  |                                                                           |
|  | Lowiaceae                                                                 |
|  |                                                                           |

|  | strelicjowate Streliziaceae |
|  |                             |
|  | Lowiaceae                   |
|  |                             |

|  | paciorecznikowate Cannaceae |
|  |                             |
|  | marantowate Marantaceae     |
|  |                             |

|  | imbirowate Zingiberaceae |
|  |                          |
|  | kostowcowate Costaceae   |
|  |                          |

|  | paciorecznikowate Cannaceae |
|  |                             |
|  | marantowate Marantaceae     |
|  |                             |

|  | imbirowate Zingiberaceae |
|  |                          |
|  | kostowcowate Costaceae   |
|  |                          |

W obrębie rodziny wyróżnia się cztery podrodziny:
|  | Tamijioideae                                                    |
|  |                                                                 |
|  | \| \| Alpinioideae \| \| \| \| \| \| Zingiberoideae \| \| \| \| |
|  |                                                                 |
|  | Alpinioideae                                                    |
|  |                                                                 |
|  | Zingiberoideae                                                  |
|  |                                                                 |

|  | Alpinioideae   |
|  |                |
|  | Zingiberoideae |
|  |                |

|  | Tamijioideae                                                    |
|  |                                                                 |
|  | \| \| Alpinioideae \| \| \| \| \| \| Zingiberoideae \| \| \| \| |
|  |                                                                 |
|  | Alpinioideae                                                    |
|  |                                                                 |
|  | Zingiberoideae                                                  |
|  |                                                                 |

|  | Alpinioideae   |
|  |                |
|  | Zingiberoideae |
|  |                |

Podział i wykaz rodzajów:
- Podrodzina Siphonochiloideae W. J. Kress
  - Siphonochilus J. M. Wood et M. Franks
  - Aulotandra Gagnep.
- Podrodzina Tamijioideae W. J. Kress
  - Tamijia S.Sakai & Nagam.
- Podrodzina Alpinioideae Link (syn. Alpiniaceae Rudolphi, Amomaceae Jaume Saint-Hilaire) – obejmuje 21 rodzajów (grupowanych w dwóch plemionach: Alpinieae i Riedelieae) występujących w tropikach południowo-wschodniej Azji i Australii, w jednym wypadku (rodzaj Renealmia) także w Afryce i Ameryce Południowej. Rodzaje najliczniejsze w gatunki: Alpinia (200), Amomum (150), Renealmia (75), Etlingera (70), Riedelia (60), Aframomum (50), Hornstedia (50). 
  - Plemię Alpinieae:
    - Aframomum K.Schum. – aframon
    - Alpinia Roxb. – alpinia
    - Amomum Roxb. – amomek
    - Cyphostigma Bentham
    - Elettaria Maton
    - Elettariopsis Baker
    - Etlingera Giseke
    - Geocharis (K.Schum.) Ridl.
    - Hornstedtia Retz.
    - Leptosolena C.Presl
    - Plagiostachys Ridl.
    - Renealmia L.f.
    - Siliquamomum Baillon
    - Vanoverberghia Merr.

  - Plemię Riedelieae:
    - Burbigdea Hook.f.
    - Pleuranthodium (K.Schum.) R.M.Sm.
    - Riedelia Oliv.
- Podrodzina Zingiberoideae Hasskarl – należy tu 29 rodzajów, których zasięg obejmuje południowo-wschodnią Azję i Australię. Najliczniejsze w gatunki są rodzaje: Globba (100), Zingiber (100), Boesenbergia (60), Hedychium (50).
  - Plemię Globbeae:
    - Globba L. – globba, truchlin
    - Gagnepainia K.Schum.
    - Hemiorchis Kurz

  - Plemię Zingibereae
    - Boesenbergia Kuntze
    - Camptandra Ridl.
    - Caulokaempferia K.Larsen
    - Cautleya (Bentham) Hook.f.
    - Curcuma L. – ostryż
    - Curcumorpha A.S.Rao & D.M.Verma
    - Haniffia Holttum
    - Haplochorema K.Schum.
    - Hedychium J.Konig – wianecznik, hedychium
    - Hitchenia Wall.
    - Kaempferia L. – cytwar, cytwarnica
    - Nanochilus K.Schum.
    - Paracautleya R.M.Sm.
    - Parakaempferia A.S.Rao & D.M.Verma
    - Pommereschea Wittm.
    - Rhynchanthus Hook.f.
    - Roscoea Sm. – roskea
    - Scaphochlamys Baker
    - Stadiochilus R.M.Sm.
    - Stahlianthus Kuntze
    - Zingiber Boehm. – imbir

Pozycja w systemie Reveala (1994–1999)
Gromada okrytonasienne (Magnoliophyta Cronquist), podgromada Magnoliophytina Frohne & U. Jensen ex Reveal, klasa jednoliścienne (Liliopsida Brongn.), podklasa imbirowe (Zingiberidae Cronquist), nadrząd Zingiberanae Takht. ex Reveal, rząd imbirowce (Zingiberales Griseb.), rodzina imbirowate (Zingiberaceae Lindl.).